# Elane
Elane es una banda de folk alemana originaria de Sauerland, formada por cinco integrantes. La mayoría de las letras del grupo están en inglés, aunque tienen varias canciones en alemán, como «light», «night elf» y «Abendruf». También cuentan con una en élfico, «Nen ar Tasar (You See)».
Elane participó en los festivales Wave-Gotik-Treffen y M'era Luna, entre otros. En diciembre de 2005, la banda realizó un tour con Unto Ashes por Alemania, en 2007 realizó varios conciertos con Faun y In the Nursery, además de un tour por Alemania junto a Dornenreich y Nine Worlds y, en 2008, la banda efectuó una gira con QNTAL por Alemania, Suiza y Francia.
La banda sonora de la 8.ª temporada de serie dramática de radio de Edgar Allan Poe, lanzada en noviembre de 2008, contó con el tema «Nen Ar Tasar (You See)» del grupo Elane. Para su álbum Arcane, publicado en 2011, Elane cooperó con el escritor alemán Kai Meyer; el disco solo contiene canciones que hablan de temas y caracteres de las novelas del novelista.

## Discografía

### Álbumes
- The Fire of Glenvore (2004, Kalinkaland Records)
- The Fire of Glenvore (brasilianische Edition) (2005, Hellion Records Sao Paulo)
- Love can't wait E.P. (2005, Kalinkaland Records)
- Lore of Nén (2006, Distinct Music, Omniamedia)
- The Silver Falls (2008, Curzweyhl, Omniamedia / Rough Trade)
- Arcane (2011, Curzweyhl, Rough Trade)

### Demos
- «Der Nachtwald» (2001, Eigenvertrieb)

### Videos musicales
- Trace of the Flames (2005)
- Yanyana - My Sanctuary (2005)
- Paperboat & Silverkite (2009)